# Nicola Pende
Nicola Pende (né à Noicattaro le 21 avril 1880 – mort à Rome le 8 juin 1970) est un endocrinologue italien favorable à l'eugénisme. Il est surtout connu pour sa classification des morphologies humaines.

## Biographie
Suivant les pas de son maître Achille De Giovanni, il démontra l'importance des glandes et de leurs sécrétions dans la morphologie humaine, et l'importance de l'endocrinologie pour la conception de l'« homme nouveau » fasciste. Comme pour les projets de « régénération biologique de l'humanité » qui se déroulaient alors en Allemagne, en Autriche et en Union soviétique, l'endocrinologie de Pende s'imposa aux mains des fascistes italiens comme une caution idéale pour l’eugénisme et la politique nataliste.
Entre 1907 et 1924, il fut successivement professeur de médecine à Bologne, Messine et Cagliari avant d'être nommé premier recteur de l'université adriatique Benito-Mussolini en 1925. L'année suivante, fort du succès de ses thèses d'« amélioration raisonnée de l'Homme » (bonifica umana razionale), il établit à Gênes l’Institut de biotypologie individuelle et d'orthogenèse, transféré à Rome au milieu des années 1930,. À l'heure de la reconquête des terres italiennes, ses techniques d'amélioration des semences (bonifica delle stirpi) furent mises à l'épreuve, en particulier dans les marais pontins.

« De grands progrès ont été accomplis en Italie par Nicola Pende et son Institut Biotypologique pour l'amélioration physique, morale et intellectuelle de l’individu. Cet idéal, quoique partagé des médecins américains, ne s'est pas encore exprimé aussi clairement aux États-Unis qu'en Italie. »

— Alexis Carrel, L’Homme, cet inconnu, p. 299 (1935).
À l'étranger la biotypologie comme modèle d'eugénisme catholique et latin trouvait de plus en plus de partisans en France, au Portugal, en Espagne et dans les pays d’Amérique centrale. Continuateur de Viola en la matière, N. Pende jugeait cependant ses trois biotypes insuffisants et les élargit par des considérations de tempérament, aboutissant à quatre types humains :
- longiligne sthénique,
- longiligne asthénique,
- bréviligne sthénique,
- bréviligne asthénique.

En 1937, Pende présida la section eugénisme du CNR, l’année suivante il prit part à l’élaboration de la politique raciale pour le congrès annuel de la SIPS.
Il fut membre du Parti national fasciste ; il n'est pas certain qu'il ait signé le "Manifeste de la race" et même, il critiqua ce texte, mais sa critique portait sur le fait qu'il soutenait une approche raciste propre à la science italienne par opposition au racisme nazi. Aux dires de Giorgio Israël, Pende « ne souhaitait pas s'opposer à la propagande raciste, mais plutôt la fonder sur ses propres théories » ,. En fait, ses prises de position scientifiques reflétent un racisme sensiblement différent de celui exprimé par le Manifeste. Le documentaire "Il caso Pende" de la série La Storia siamo noi, a fait la lumière sur la polémique qui a opposé Pende à La difesa della razza dirigée par Telesio Interlandi, avec laquelle pourtant il avait longtemps collaboré.
Pende, après 1945, proclama qu'il avait renié les thèses racistes du Manifeste deux mois et demi après la parution de son article du 5 octobre 1938 dans la revue "Vita Universitaria", mais aucune trace de ce démenti n'a été retrouvée dans ce journal.

« ...la nécessité d'éviter le mariage avec des individus d'origine sémite, comme les juifs, qui n'appartiennent pas à la souche romano-italique, surtout du côté spirituel, et qui diffèrent profondément de la forma mentis de notre race. »

— Nicola Pende,  Concetti e prassi della razza nella mentalità fascista, Discours prononcé à l’Istituto di cultura fascista, Crémone, 15 octobre 1938.
Toujours en 1938, comme Mussolini organisait l’Exposition universelle E42, il obtint le financement par l'Institution Pie du Saint-Esprit et des Hôpitaux romains de la construction d’un Institut central d'eugénisme. De fin 1942 à mi-1943, la revue jésuite Civiltà Cattolica consacra une série d'articles à la théorie de Pende .
Le 16 octobre 1943, durant la rafle du Ghetto de Rome, 23 juifs trouvèrent refuge dans l'hôpital Umberto I. Lors de la proclamation de la république de Salò, le gouvernement fasciste-républicain lui proposa un poste honorifique, mais Pende refusa prudemment et préféra se réfugier dans la basilique Saint-Paul-hors-les-Murs.

### L'après-guerre
Après la guerre, le 15 mai 1946, la cour d'appel de Rome disculpa Pende du chef de conspiration dans la promulgation des lois raciales, sur requête du substitut du procureur général déclarant qu'il n'y avait pas lieu de poursuivre l'action pénale (non doversi promuovere l'azione penale).
Il fut même déchargé quelque temps de sa tâche d'enseignement, mais il faut dire au bénéfice de Pende que Giuseppe Nathan, commissaire de l'Union des communautés juives, demanda lui-même à la Cour de cassation, lors du procès du 8 juillet 1948, que l'on tienne compte de l'asile que le Policlinico avait offert aux juifs italiens, et qu'on maintienne pour cette raison la chaire de Pathologie de l'université de Rome jusqu'en 1955. Orphelin du fascisme, Pende mit désormais sa biotypologie au service du catholicisme.
Son fils, Vito Pende, a été lui-même endocrinologue.

## Œuvres
- Nicola Pende, Paul Godin et Antonino Galluppi, Manuale di antropologia pedagogica per medici ed educatori : basato sull'anatomo-fisiologia della crescenza, metodo auxologico, Milan, Soc. an. istituto editoriale scientifico, 1926 (lire en ligne)
- Nicola Pende, Bonifica umana nazionale e biologia politica, Bologne, Cappelli, 1933 (lire en ligne)